# Зевахин, Валентин Сергеевич
Валентин Сергеевич Зевахин (8 января 1923, Котельнич, Вятская губерния — 5 ноября 1974) — капитан дальнего плавания, участник Великой Отечественной войны, Герой Советского Союза.

## Биография
Родился 8 января 1923 года в города Котельнич ныне Вятской губернии в семье рабочего. Русский. Окончил 6 классов, работал слесарем.

## Участие в Великой Отечественной войне
В Красную Армию был призван в феврале 1942 года. Окончил ускоренным курсом Львовское пехотное училище. В действующей армии с августа 1942 года.
Заместитель командира батальона 78-го гвардейского стрелкового полка 25-я гвардейской стрелковой дивизии 6-й армии Юго-Западного фронта гвардии старший лейтенант Зевахин В. С. отличился осенью 1943 года.
С 15 августа по 22 сентября возглавлял подразделение батальона, с боями освободив десятки населённых пунктов левобережной Украины.
26 сентября во главе передового отряда захватил плацдарм на правом берегу Днепра, отразил 5 контратак противника, подбил 4 танка.

## Послевоенное время
После войны продолжал службу в армии.
С 1951 г. — в запасе. Работал на судах рыболовного флота. Капитан дальнего плавания.

## Награды
- Медаль «Золотая Звезда» (19.03.1944);
- орден Ленина (19.03.1944);
- орден Александра Невского.

## Память
- Его имя на гранитной стелле в парке Победы в Кирове.
- Имя Героя увековечено на мемориальной доске в честь Героев Советского Союза — уроженцев Кировской области в парке Дворца пионеров города Кирова.

- Имя Героя высечено золотыми буквами в зале Славы Центрального музея Великой Отечественной войны в Парке Победы города Москвы.

- На могиле героя установлен надгробный памятник.